# Aliens: Infestation
Aliens: Infestation es un juego sidescroller en 2D para Nintendo DS. Fue desarrollado por WayForward Technologies y Gearbox Software. Es un producto licenciado (tie-in) de la franquicia Alien. La portada, así como los diseños de personajes y avatares, fueron dibujados por el famoso artista de cómics Chris Bachalo. 

## Jugabilidad
La jugabilidad de Aliens: Infestation es comparable a los videojuegos Metroid y Castlevania, donde se alienta a los jugadores a buscar  armas, mejoras y llaves. El jugador controla uno de un grupo de cuatro marines y explora el USS Sulaco, así como LV-426 y Phobos para investigar la participación de la Unión de Pueblos Progresistas (UPP) y Weyland-Yutani en el desarrollo de Xenomorfos. El juego incorpora una mecánica de muerte permanente en el que si un marine cae en batalla, otro en el grupo tomará su lugar. El jugador pierde si se elimina a todo el grupo. Los personajes caídos se pueden reemplazar con cualquiera de los quince marines que se encuentran en el juego, cada uno con su propio diálogo único. 

## Trama
El USS Sephora ha descubierto al USS Sulaco a la deriva en el espacio después de los eventos de Aliens y Alien 3. Los marines coloniales son enviados a bordo del Sulaco para investigar y recuperar la forma de vida detectada a bordo del barco. 

## Desarrollo
Aliens: Infestation fue desarrollado por WayForward Technologies y Gearbox Software y originalmente estaba destinado a relacionarse con el juego Aliens: Colonial Marines para PC y consola. Adam Tierney, el director del juego, se centró en gran medida en Alien de Ridley Scott y Aliens de James Cameron como inspiración. Para capturar el horror de las películas y, al mismo tiempo, hacer que el jugador se vincule emocionalmente con los personajes, el equipo creó 20 personajes únicos, con el diálogo del juego cuidadosamente reescrito 20 veces, para asegurarse de que ofreciera el mayor "golpe" cuando uno de los personajes muere. Conjuntamente con la mecánica del "grupo de cuatro" del juego, los desarrolladores querían que los jugadores se apegaran a sus favoritos, lo que a su vez aumentaba la probabilidad de que uno muriera. 

## Recepción
Aliens: Infestation recibió "críticas generalmente favorables" según el sitio web de agregación de revisiones Metacritic.  
The AV Club le dio una B+, diciendo: "Es una pena que Aliens: Infestation se agote al final. En el empuje hacia la conclusión, las armas mejoradas que has obtenido disminuyen la amenaza, y la poca tram  culmina en una aburrida lucha contra una gran reina alienígena."  Digital Spy le dio cuatro estrellas de cinco, diciendo: "En muchos sentidos, se siente como el juego Aliens que deberíamos haber recibido en la era de los 16 bits cuando la serie de películas todavía era relativamente nueva. Si ha valido la pena la espera es discutible, pero esta es sin duda una adición digna a la biblioteca DS." Sin embargo, The Digital Fix le dio un siete de diez, diciendo que "a veces puede ser desigual en términos de calidad, pero es muy agradable, especialmente si eres fanático de la franquicia o incluso si solo eres fanático de juegos "metroidvania."